# Eutükhiosz konstantinápolyi pátriárka
(Szent) Eutükhiosz, vagy Eutükhész (ógörögül: Ευτύχιος, latinul: Eutychius vagy Eutiches), (512 körül – 582. április 5.) konstantinápolyi pátriárka 553-tól 565-ig, és 577-től haláláig.
Eutükhiosz Frígiából származott. 12 éves korában szülei Konstantinápolyba küldték magasabb tanulmányokra, ahol hamar kitűnt társai közül a tudományokban. Azonban nem elégedett meg a világi bölcsességgel, és elhatározta, hogy szerzetessé lesz. Először megkeresztelkedett, majd miután végigjárta az előírt egyházi fokozatokat, áldozópappá szentelték. Hamarosan az amasziai kolostorok egyikében felvette a szerzetesi rendet is. Rövidesen a kolostor főnökévé választották, és részt vehetett az V. egyetemes zsinaton 553-ban Konstantinápolyban. A megbetegedett sinasziai metropolita helyett ő elnökölt.
Amikor az idős Ménász konstantinápolyi pátriárka közeledni érezte halálát, Eutükhioszt ajánlotta utódául. Eutükhiosz életének 40-ik évében valóban megválasztották a méltóságra. Jól kormányozta lelki nyáját és erős védelmezője, oszlopa volt az ortodox tanításnak az eretnekségek ellen. 565-ben I. Justinianus császár – a doketista tanok hatására – a pátriárka ellen fordult. Eutükhioszt száműzték, helyébe pedig új pátriárkát választottak.
Eutükhiosz 13 évet töltött el egy kolostorban, ahol szigorú aszkézist folytatott. Elterjedt a híre, hogy Istentől a gyógyítás és jövőbelátás adományaiban részesült. 577-ben Justinianus utóda, II. Justinus császár visszahívta a száműzetésből, és ismét pátriárkává tette. Eutükhiosz 5 éven át, 582-es haláláig Konstantinápoly élén maradt. Az ortodox egyház szentként tiszteli, és ünnepnapját április 6. napján üli meg.